# Pieśń nad pieśniami
Pieśń nad pieśniami (inna poprawna pisownia Pieśń nad Pieśniami, skr. PnP lub Pnp), Pieśń Salomona (hebr. ‏שיר השירים‎ Szir ha-szirim, stgr. ᾎσμα ᾀσμάτων Ãsma asmátōn, łac. Canticum Canticorum) – jedna z ksiąg dydaktycznych (mądrościowych) Starego Testamentu. Utwór o charakterze miłosnym, najczęściej interpretowany alegorycznie.

## Autorstwo i czas powstania

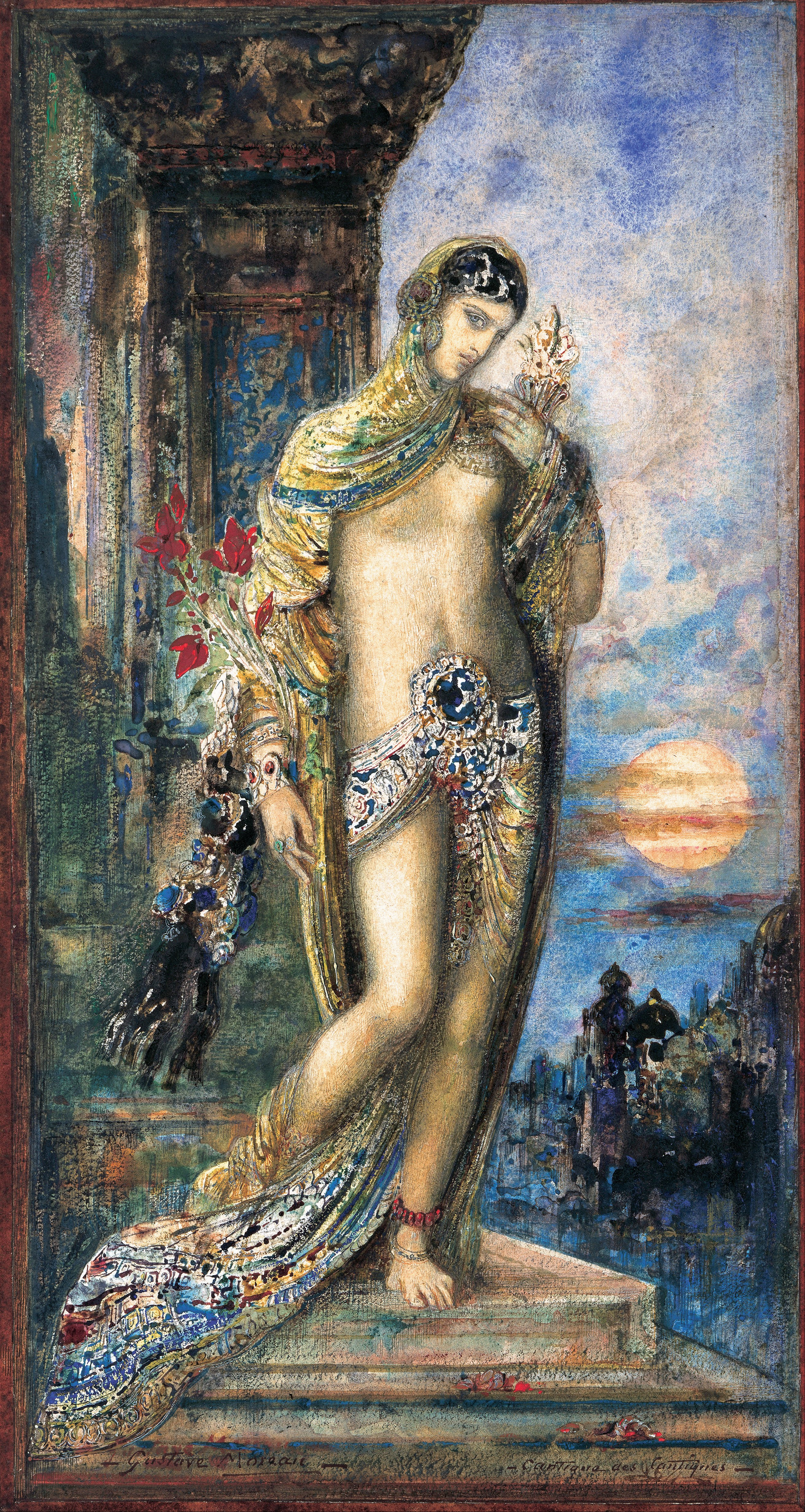
Sulamitka, Gustave Moreau

Nie istnieją żadne pewne informacje co do autorstwa księgi, gdyż przypisanie utworu Salomonowi w tytule (Pnp 1,1) i jeszcze kilku innych fragmentach (Pnp 3,7; Pnp 3,9; Pnp 3,11; Pnp 8,11-12; być może też Pnp 1,5) jest prawdopodobnie zabiegiem literackim, popularnym wśród ksiąg biblijnych (Salomonowi przypisywano również Księgę Koheleta oraz Mądrości). W treści księgi ponadto jego imię zawsze pojawia się w trzeciej osobie. Za autorstwem króla Salomona opowiadają się wciąż niektóre Kościoły protestanckie.
Powstanie księgi datuje się według różnych źródeł na czas od VI do III wieku p.n.e., a ostateczną redakcję nawet na II wiek przed Chrystusem. Świadczą o tym argumenty filologiczne – język pieśni zawiera dużo arameizmów, jak też pojedyncze słowa perskie oraz jedno greckie. Prawdopodobne jest, że powstała ona na początku IV wieku p.n.e. albo jako zbiór pieśni weselnych śpiewanych na cześć młodej pary, albo jako utwór metaforyczny opierający się na tychże pieśniach weselnych. Erotyzm pieśni jest zakorzeniony w folklorze żydowskim, podobnie jak nazywanie pana młodego „królem”, a panny młodej „królową”, zastosowane w Pieśni nad pieśniami. W utworze znajdują się jednak liczne aluzje (terminy, obrazy, porównania) do miłosnych pieśni egipskich z czasów Ramzesa II (1298-1232 p.n.e.), co może świadczyć o tym, że podstawa pieśni jest jednak o wiele starsza niż jej ostateczna redakcja.

## Treść
Księga składa się z sześciu pieśni, opisujących miłość Oblubieńca i Oblubienicy (którzy nazywają się nawzajem Salomonem i Sulamitką) w formie ich dialogu, komentowanego przez chór. Oblubienica opowiada o tym, jak na wpół śpiąc czekała na przyjście ukochanego. Gdy usłyszała pukanie i miłosne słowa zachęty, udała, że szkoda jej znów ubierać się w suknię i brudzić umyte stopy. Gdy Oblubieniec włożył rękę przez otwór w drzwiach, by dotknąć jej ręki, ona podeszła do niego wkładając w gest podania dłoni całą swą miłość do niego. Jednak jej umiłowany źle ją zrozumiał i odszedł. Zaczęła go szukać, krzyczała w ciemność. Napotkana straż wzięła ją za uliczną prostytutkę, zaczęła ją bić, odarła z płaszcza i pokaleczyła. Zrozpaczona, prosiła jerozolimskie kobiety, by powiedziały jej ukochanemu o wielkości jej uczucia do niego. Oblubieniec w tym czasie zachwycał się urodą Oblubienicy. Na koniec stwierdził, że jest ona ideałem piękności, w utworze mówi: Cała piękna jesteś, przyjaciółko moja, i nie ma w tobie skazy (Pnp 4,7).
Pieśń trzecia przedstawiająca dzień wystawnego królewskiego wesela sprawia, że dwie początkowe pieśni mogą być postrzegane jako obraz narzeczeństwa. Oprócz wzajemnych zapewnień o miłości i zmysłowych porównań ukazany jest pewien rozwój bohaterów od przyjaźni i namiętności poprzez świąteczną ceremonię do prób i rozterek małżeńskich pieśni czwartej.

## Przesłania i interpretacje
Pieśń nad pieśniami uznawana jest za jedną z najbardziej niezwykłych ksiąg w kanonie biblijnym, gdyż nie ma w niej niemal żadnej wzmianki o Bogu, o narodzie wybranym, ani w ogóle o religii. Odczytywana dosłownie jest ona po prostu lirycznym poematem miłosnym, a konkretnie dialogiem dwojga bohaterów, którzy są nam znani jako Oblubieniec i Oblubienica. Istnieją różne interpretacje księgi.

### Interpretacja naturalna
Interpretacja naturalna uznaje Pieśń nad pieśniami za zbiór pojedynczych pieśni miłosnych, wtórnie połączonych w dość przypadkowy sposób. Według W.H. Schmidta Sitz im Leben tematem przynajmniej większości tych pieśni były wielodniowe (nierzadko siedmiodniowe) uroczystości weselne. W Pieśni nad pieśniami dostrzec można motywy związane z ucztą weselną (por. Pnp 1,2-4, Pnp 2,4-5, Pnp 4,9-11). Bohaterami Pieśni nad pieśniami są więc pan młody i panna młoda. Pieśni arabskie (wasf) potwierdzają, że pan młody bywał nazywany królem. Ponieważ pieśni wchodzące w skład księgi nie oddają języka potocznego, lecz posiadają duże walory artystyczne, były to prawdopodobnie utwory nie o charakterze indywidualnym, ale wzorcowym. Zdaniem E. Würthweina owe pieśni były przeznaczone do ogólnego wykładu podczas uroczystości weselnych. Zdaniem Jakuba Slawika nie można jednak wiązać pieśni, przynajmniej nie wszystkich, z uroczystościami zaślubin. Zdaniem włoskiego biblisty Alviero Niccacciego OFM Pieśń nad pieśniami opiewa miłość dwóch młodych osób, nie mówiąc ani słowa o małżeństwie ani też o prokreacji, ale o uczuciu samym w sobie.
Inni uczeni, mając na uwadze między innymi Pnp 5,2 (Ja śpię, lecz serce me czuwa), wiążą genezę poematów z marzeniami sennymi.

### Interpretacja kultowo-mityczna
Według interpretacji kultowo-mitycznej Pieśń nad pieśniami  opisywała pierwotnie stosunek między bogiem a boginią. Według W.H. Schmidta taka interpretacja, poza pewnymi podobieństwami językowymi z tekstami kultowo-mitycznymi, nie ma poważnych przesłanek.

### Interpretacja alegoryczna
Wraz z rozwojem analizy Biblii zaczęły pojawiać się teorie, że jest to metaforyczne przedstawienie miłości Boga do narodu żydowskiego oraz o powrocie do łask ukazanego pod postacią Oblubienicy narodu wybranego po wielu latach niewierności wobec Boga – ukazanego pod postacią Oblubieńca (patrz podobieństwa w Ps 45). Często Pieśń nad pieśniami uznawana jest także za metaforyczne przedstawienie doskonalszej formy myśli teologicznej proroków: Ozeasza, Jeremiasza, Ezechiela, Deutero-Izajasza.
Chrześcijańska interpretacja utworu uznaje wielopłaszczyznowość Pieśni nad pieśniami i jej istotne znaczenia w odniesieniu zarówno do treści Starego jak i do Nowego Testamentu. Szczególnie często interpretowana jest oblubieńcza miłość w relacjach:
- Bóg – Izrael lub Mesjasz – Izrael
- Chrystus – Kościół Nowego Testamentu
- ogólniej: Bóg (Chrystus) – ludzkość odkupiona i powołana do zjednoczenia się z Nim w miłości
- Chrystus (Oblubieniec) – każdy członek Kościoła (Oblubienica)
- Bóg – Najświętsza Maria Panna.

#### Interpretacja alegoryczna kolejnych pieśni
- Pieśń pierwsza (Pnp 1,2-17 i Pnp 2,1-7)
  - Izrael
    - modlitwa o wyzwolenie (okres niewoli babilońskiej), o wprowadzenie do świątyni w Jerozolimie oraz o odnowienie przymierza z Bogiem (Pnp 1,4)
    - mimo wielu win oraz nacisków ze strony Chaldejczyków, naród Izraela nie przestał być wybranym (Pnp 1,5)
    - modlitwa o wskazanie drogi wolności i powrotu (Pnp 1,7)
    - odnowienie poczucia bliskości i miłości (Pnp 2,3-7)

  - Kościół
    - chęć zjednoczenia się z Bogiem jako z Dobrem Najwyższym (Pnp 1,2)
    - tylko Mesjasz może pociągnąć i wprowadzić w „komnaty” życia (Pnp 1,4)
    - ludzkość nigdy nie utraciła swojego piękna (Pnp 1,5)
    - Mesjasz ozdobi i wynagrodzi ludzkości (Pnp 1,11)
    - transcendentne piękno Kościoła (Oblubienicy)
- Pieśń druga (Pnp 2,8-17 i Pnp 3,1-5)
  - Izrael
    - dobra nowina o końcu niewoli (Pnp 2,8-13)
    - wiosna symbolem nowego życia w wolnej, odzyskanej Ziemi Obiecanej (Pnp 2,11), gdzie wciąż pasożytują obce nacje (Pnp 2,15)
    - przylgnięcie do Oblubieńca po poszukiwaniach w nocnym mieście (Pnp 3,4) być może symbolizuje nagłe nawrócenie po powrocie z niewoli (w czasach Ezdrasza i Nehemiasza)
    - wprowadzenie Boga do świątyni, zjednoczenie i pojednanie (Pnp 3,4)

  - Kościół
    - nawiedzenie ludzkości przez Wcielenie Boże (Pnp 2,8-9)
    - Mesjasz przybywa, aby wyciągnąć człowieka z krainy grzechu i śmierci i wprowadzić do życia wiecznego (Pnp 2,10)
    - wiosna jako symbol życia wiecznego (Pnp 2,11-13)
    - Kościół musi przejść próbę wierności i wytrwałości w poszukiwaniu Boga (Pnp 3,1-3)
- Pieśń trzecia (Pnp 3,6-11, Pnp 4,1-16 i Pnp 5,1)
  - Izrael
    - wizja powracających z niewoli i wznowienie władzy teokratycznej (Pnp 3,6-11)
    - aluzja do powrotu z niewoli egipskiej (Pnp 3,6)
    - wizja szczęścia w Ziemi Obiecanej (Pnp 4,1-16)
    - Bóg na powrót bierze w posiadanie Ziemię Izraela (Pnp 4,16 i Pnp 5,1)

  - Kościół
    - ludzkość powraca do Boga nie o własnych siłach (Pnp 3,6-7)
    - Chrystus-Król – proroctwo przyjścia Mesjasza, który zostanie Królem Żydowskim (Pnp 3,9-11)

  - Ludzkość odrodzona
    - jej piękno (Pnp 4,1-3)
    - moc (Pnp 4,4)
    - potęga miłości (Pnp 4,9)
    - żyje pełnią życia (Pnp 4,12-15)
    - aura i promieniowanie apostolskie (Pnp 4,16 i Pnp 5,1)
- Pieśń czwarta (Pnp 5,2-16 i Pnp 6,1-10)
  - Izrael
    - wezwanie, aby ci, którzy przyzwyczaili się już do niewoli, otrząsnęli się z letargu (Pnp 5,2)
    - bolesny powrót do Ziemi Obiecanej (Pnp 5,7)
    - opis Oblubieńca opisem świątyni jerozolimskiej (Pnp 5,10-16)
    - proroctwo zjednoczenia w jedno królestwo w czasach Chrystusa (Pnp 6,4)
    - potwierdzenie wybraństwa Izraela i jego wyższości nad innymi narodami (Pnp 6,8)

  - Kościół
    - problem przyjęcia Boga w jego nawiedzeniach (Pnp 5,2-8)
    - motyw czuwania (Pnp 5,2) – późniejsza postawa uczniów Chrystusa (porównaj Mt 25,6 i Łk 12,35-40)
    - Bóg nie wchodzi do ludzkiego życia na siłę, lecz „puka” i prosi o otworzenie swego serca i swej duszy (Pnp 5,2; porównaj z Ap 3,20)
    - na pytanie świata (Pnp 5,9), Kościół odpowiada Ewangelią Jezusa, którego wspaniałość głosi (Pnp 5,10-16)
    - transcendencja Kościoła w stosunku do różnych narodów (Pnp 6,8; porównaj z Ap 21,24-27)
- Pieśń piąta (Pnp 6,11-12, Pnp 7,1-14 i Pnp 8,1-4)
  - Izrael
    - opis Oblubienicy w odwrotnym do (Pnp 4,1-7) porządku (od stóp ku górze) – opis Ziemi Obiecanej od południa do północy

  - Kościół
    - pragnienie Boga zarówno jako Oblubieńca jak i brata (Pnp 8,1)

  - Izrael i Kościół
    - dobra mesjańskie:
      - urodzaj, płodność (Pnp 7,3)
      - siła oporu w walce przeciw wrogom (Pnp 7,5)
      - powrót miłości Jahwe lub przyjście miłości Mesjasza (Pnp 7,9)
- Pieśń szósta (Pnp 8,5-14)
  - Izrael
    - kolejna wizja powrotu z niewoli (Pnp 8,5)
    - lekceważenie Izraela przez inne narody (Pnp 8,8), tylko dzięki Bogu był ponad nimi (Pnp 8,10)
    - Jahwe reinkasuje swe wyłączne prawa przeciw władcom Babilonu (Pnp 8,12)
    - wprowadzenie do Ziemi Obiecanej (Pnp 8,14)

  - Kościół
    - proroctwo zbawienia Chrystusowego (Pnp 8,5)
    - miłość doskonała (Pnp 8,6)
    - Chrystus płaci wysoką cenę za ludzkość (Pnp 8,12)
    - zgoda Oblubienicy na wprowadzenie jej przez Oblubieńca w „krainę górską”, czyli do nieba, skąd przyszedł (Pnp 8,13-14)
    - bieg historii świata dąży ostatecznie do spotkania dwojga „jedynych” i w tym tkwi cały głęboki sens dziejów
    - zakończenie Pieśni nad pieśniami przypomina zakończenie Apokalipsy św. Jana

#### Interpretacja w zakresie dziejów narodu wybranego
Wiele egzegez zarówno żydowskich, jak i chrześcijańskich doszukuje się w Pieśni nad pieśniami fragmentów dotyczących dziejów narodu żydowskiego. Utwór zawiera bowiem fragmenty, w których można doszukać się mglistych analogii (np. Pnp 4,8; Pnp 8,5).

#### Proroctwa i powiązania z Nowym Testamentem
Niektóre egzegezy chrześcijańskie podtrzymują, że Oblubienica nie symbolizuje Izraela takiego, jaki istniał w czasach, gdy powstał utwór, lecz raczej Izrael taki, jaki był wtedy marzeniem, Izrael proroczy, najbliższy temu, który występuje w Nowym Testamencie. Taka interpretacja powoduje, iż Pieśń nad pieśniami przestaje być księgą jednoznacznie starotestamentalną, lecz staje się jakby połączeniem pomiędzy Starym a Nowym Testamentem.

#### Przesłania w relacjach Bóg – człowiek
W utworze Oblubieniec jako uosobienie Boga okazuje swą miłość od samego początku, Oblubienica zaś jako uosobienie ludzi, Kościoła dopiero z czasem zaczyna dojrzewać, rozwija się, by wreszcie w pełni odwzajemnić uczucie Oblubieńca. Na tym motywie opierają się główne przesłania w relacjach Boga z ludźmi; m.in.:
- nieograniczona miłość Boga do człowieka
- zmienne poczucie miłości człowieka do Boga, które wypełnia się wtedy, gdy człowiek pozwala Bogu prowadzić się do nieba
- mimo licznych wątpliwości ze strony ludzi, Bóg nigdy nie zaprzestaje wierzyć w nawrócenie się człowieka.

Jedną z najgłębszych interpretacji mistycznych tego utworu w kulturze chrześcijańskiej napisał św. Bernard z Clairvaux, w postaci zbioru 86 homilii. Położył w niej nacisk na relację Bóg-oblubieniec i dusza ludzka-oblubienica.

#### Charakterystyczna symbolika
Zarówno Oblubieniec, jak i Oblubienica są przyrównywani do wielu symbolów biblijnych. Najważniejsze spośród nich:
- Oblubieniec (Bóg, Chrystus) – Król (patrz J 18,37);
- Oblubieniec (Bóg, Chrystus) – Pasterz (patrz J 10,11);
- Oblubienica (Kościół, naród wybrany) – winnica (patrz Mt 20,1; Mt 21,33-46

W Nowym Testamencie pojawia się też motyw czekania na oblubieńca (patrz Mt 25,1-13).

### Interpretacja z punktu widzenia teologii przymierza
Zdaniem Karla Bartha Pieśń nad Pieśniami nie stanowi alegorii, lecz stanowi dosłowną historię erotyczną. Jednocześnie, zdaniem Bartha, Księga musi być odczytywana w kontekście całości biblijnej historii przymierza. Seksualność człowieka, stworzonego na obraz Boży jako kobieta i mężczyzna, widziana jest jako element jego podobieństwa do Boga, które realizuje się w relacji Chrystusa i Kościoła, Jahwe i Izraela, a w dalszej kolejności również w relacji między płciami. Miłość Boga względem swego ludu, o której mówią często prorocy, stanowi wzorzec miłości między kobietą i mężczyzną. Dlatego Pieśń nad Pieśniami, ukazując miłość międzyludzką, zarazem wskazuje na miłość Bożą.

### Rola miłości w utworze

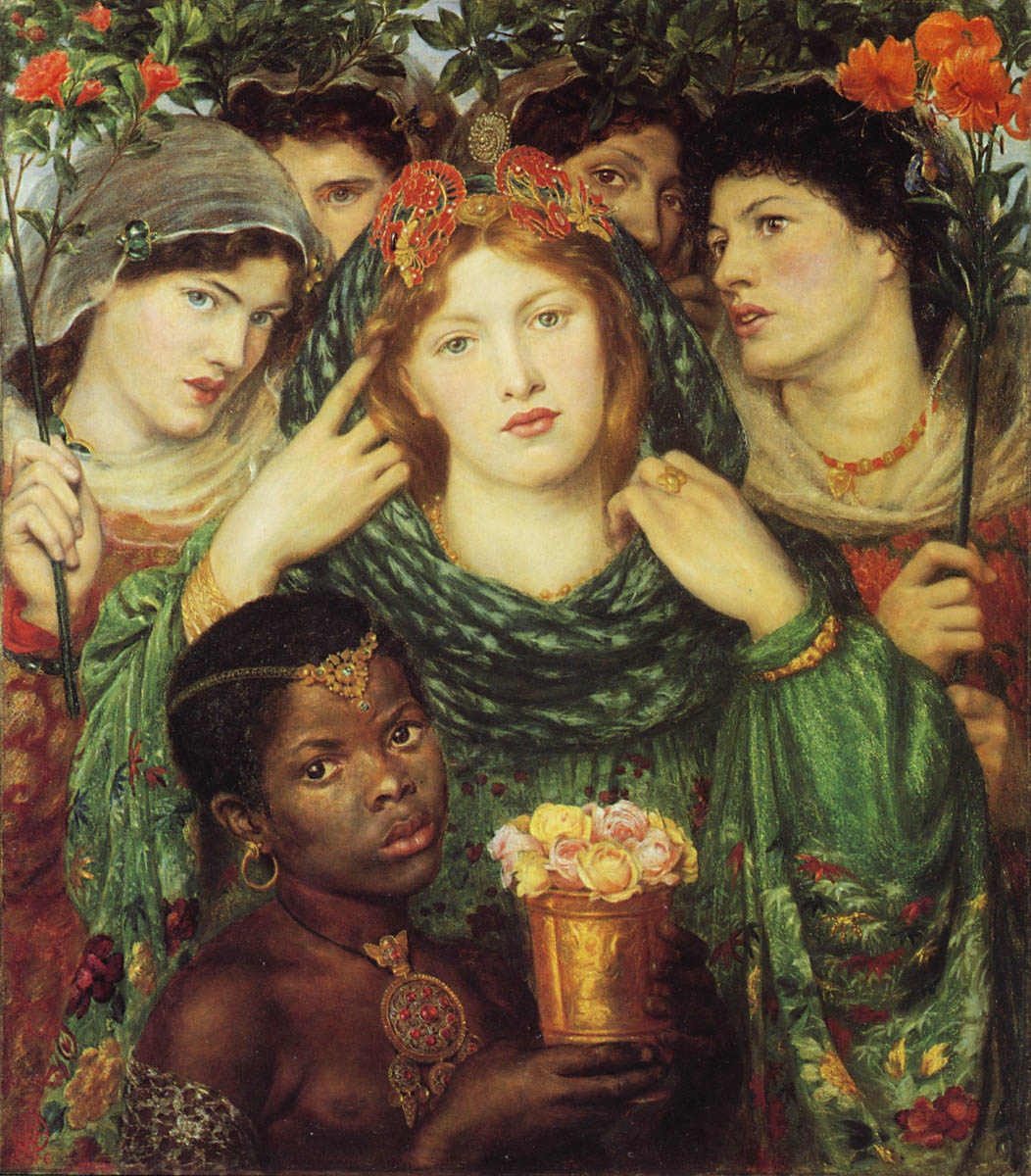
Oblubienica, Dante Gabriel Rossetti, 1865–66, obraz inspirowany Pieśnią nad pieśniami

Cały utwór jest tekstem o charakterze miłosnym, składa się bowiem z pieśni miłosnych o charakterze weselnym. Nie brak więc w nim tekstów wychwalających miłość, jej niepokonaną siłę i wartość. Pod tym względem można zauważyć w tekście Pieśni nad pieśniami dwa swoiste „Hymny do miłości”, które mają swoje odpowiedniki w Nowym Testamencie, w listach apostolskich św. Pawła:
- Pnp 8, 6-7b brzmi:

Połóż mię jak pieczęć na twoim sercu,

jak pieczęć na twoim ramieniu,

bo jak śmierć potężna jest miłość,

a zazdrość jej nieprzejednana jak Szeol,

żar jej to żar ognia,

płomień Pański. (...) nie zatopią jej rzeki.

i przypomina Rz 8,35-39, jego tematem jest siła miłości
- Pnp 8,7cd brzmi:

Jeśliby kto oddał za miłość całe bogactwo swego domu,

pogardzą nim tylko.

i odpowiada 1 Kor 13,1, jego tematem jest wartość miłości.

## Kanoniczność
- całkowicie niereligijną treść,
- brak konkretów w treści przesłania,
- wpływy literackie asyryjsko-babilońskie lub egipskie.

Charakter księgi sprawiał, że pewne fragmenty pieśni traktowane dosłownie śpiewano w szynkach i gospodach starożytnego Izraela. W dyskusjach o kanoniczności księgi w judaizmie zwanych (zdaniem Jakuba Slawika niesłusznie) synodem w Jamni brał udział rabbi Akiba, który stwierdził:
Cały świat bowiem nie ma takiej wartości jak dzień, w którym Pieśń nad pieśniami dana została narodowi. Wszystkie Kethubim (Pisma) są święte, Pieśń nad pieśniami jest jednak najświętsza.
Powody uznania kanoniczności księgi są nieznane. Większość biblistów nie uważa przyjęcia interpretacji alegorycznej za przesłankę uznania kanoniczności księgi, lecz raczej za jego skutek. Sugeruje się takie przesłanki jak uznanie Salomonowego autorstwa i popularność wśród ludu.
W chrześcijaństwie kanoniczność Pieśni nie była powodem wielu dysput. Żyjący w latach 350–428 Teodor z Mopsuestii, zakwestionował interpretację alegoryczną Pieśni, porównując księgę do Uczty Platona. Utrzymywał, że jest to księga świecka, opiewająca miłość Salomona i córki faraona egipskiego. Teodora potępił jednak Sobór konstantynopolitański II.

### Erotyka wPieśni nad pieśniami
Głównym zarzutem kierowanym wobec Pieśni nad pieśniami jest jej silny erotyzm. Święty Hieronim ucząc, jak należy zapoznawać młode dziewczęta z treścią Pisma Świętego, dopiero na końcu w swych rozważaniach wymienił Pieśń nad pieśniami, jednocześnie dodając, że „tej w ogóle dziewica mogłaby nie czytać". Odzwierciedla to trudności, na jakie napotykano przy wiązaniu tej księgi z resztą kanonu biblijnego. Jej czytanie bywało ograniczane w kościołach chrześcijańskich. Nigdy studiowania Pieśni nad pieśniami nie ograniczali natomiast swym wyznawcom rabini żydowscy.

## Wykorzystanie

### Rola w judaizmie
Pieśń nad pieśniami opisywana jest często przez judaistycznych analityków biblijnych. Mojżesz ben Szem Tow z Leonu napisał mistyczną księgę Sefer ha-Zohar („Zohar – Księga Światłości”) w postaci opisu i komentarza do Tory, Księgi Rut, a także Pieśni nad pieśniami, co spowodowało niezwykle głębokie utrwalenie się tych ksiąg w mistycznej tradycji żydowskiej – Kabale. Wykorzystywana jest ona podczas najważniejszego żydowskiego święta – Pesach.

### Rola w chrześcijaństwie
Pieśń nad pieśniami opisuje metaforycznie idealną miłość Boga do ludzi, co nadaje i uzasadnia jej miejsce w tradycji chrześcijańskiej. Jest bardzo często cytowana, ze względu na jej poetykę oraz metaforykę umożliwiającą niezwykle szerokie egzegezy. Księga była często komentowana i cytowana w dziełach mistyków, jak np. Bernard z Clairvaux, Jan od Krzyża.

### Rola w poezji, sztukach pięknych i muzyce
Pieśń nad pieśniami jest wzorem starożytnej liryki hebrajskiej. Od dawna była inspiracją dla artystów: poetów (m.in. parafraza Ad Cantica canticorum verto me Władysława z Gielniowa, tłumaczenie Czesława Miłosza), plastyków (m.in. zbiór dwunastu grafik „Pieśń nad pieśniami” Salvadora Dalego z 1971 r., unikatowe wydanie z grafikami Katarzyny Bruzdy), muzyków (m.in Mieczysława Szcześniaka w piosence „Nie płoszcie tej miłości”). Szerokie przykłady sztuki inspirowanej motywami z Pieśni nad pieśniami można odnaleźć w internecie (patrz , , ,). We wszystkich epokach była też opracowywana muzycznie przez kompozytorów (zob.chronologiczną listę utworów ). 
Stowarzyszenie Inicjatyw Muzyczno - Kulturalnych „Attacca” wystawiło w 2015 roku poemat oratoryjny, którego libretto, autorstwa Moniki Matusiak i Małgorzaty Borys, inspirowane jest biblijną „Pieśnią nad Pieśniami”. Muzykę do tego dzieła skomponował Kamil Jędrzejewski. Premiera miała miejsce 30.10.2015 r. w Centrum Sztuki Galeria EL w Elblągu. Orkiestra Symfoniczna Stowarzyszenia „Attacca” pod kierownictwem kompozytora wystąpiła wraz z chórem Alta Trinita z Elbląga. W rolę Oblubienicy wcieliła się Małgorzata Borys, w roli Oblubieńca wystąpił Sławomir Banaś.

### Treść utworu
- Pieśń nad pieśniami w Biblii Tysiąclecia, biblia.deon.pl [dostęp 2025-06-08].
- Pieśni nad Pieśniami - hebrajska (oryginalna) wersja
- Pieśń nad Pieśniami w przekładzie watykańskiej Neowulgaty (po łacinie)

### Opracowania polskojęzyczne
- Pieśń nad pieśniami w tłumaczeniu Tomasza ze Zbrudzewa (1549). staropolska.gimnazjum.com.pl. [zarchiwizowane z tego adresu (2005-12-26)].
- Pieśń nad pieśniami w tłumaczeniu Biblii Warszawsko-Praskiej. diecezja.waw.pl. [zarchiwizowane z tego adresu (2007-07-11)].
- Artykuł na temat Pieśni nad pieśniami w Polskim Portalu Edukacyjnym Interklasa.pl
- Artykuł pt. "Pochwała pieśni" w Tygodniku Powszechnym poświęcony Pieśni nad pieśniami
- Artykuł Dawida Junga pt. "Dzień wspomnień" (przekład Daniela Mikołajewskiego z 1632)

### Opracowania obcojęzyczne
- Artykuł Comments on "The Song of Solomon" na stronie WhatSaithTheScripture.com. whatsaiththescripture.com. [zarchiwizowane z tego adresu (2005-11-03)]. (ang.)
- Artykuł "Keys to the Song of Solomon" Lamberta Dolphina (ang.)
- Artykuł "Love and Relationships: Song of Solomon" Lamberta Dolphina (ang.)
- Artykuł "Song of Solomon: A love song and a hymn" Raya C. Stedmana. pbc.org. [zarchiwizowane z tego adresu (2006-01-11)]. (ang.)